# Robert Rada
Robert Rada (* 13. April 1949 in Aalfang; † 28. Oktober 2016) war ein österreichischer Landesschulinspektor, Politiker (SPÖ) und Abgeordneter zum Österreichischen Nationalrat.

## Ausbildung und Beruf
Robert Rada besuchte von 1955 bis 1959 die Volksschule in Amaliendorf und im Anschluss bis 1963 die Hauptschule in Heidenreichstein. Rada wechselte danach an das musisch-pädagogische Realgymnasium in Wiener Neustadt, das er 1968 mit der Matura abschloss. Rada absolvierte danach zwischen 1968 und 1970 die Pädagogische Akademie in Baden bei Wien. Ab 1976 studierte er Geisteswissenschaften an der Universität Wien, 1980 schloss er sein Studium mit dem akademischen Grad Dr. phil. ab.
Nach dem Abschluss der pädagogischen Akademie arbeitete Rada von 1970 bis 1987 als Hauptschullehrer und danach bis 1994 als Bezirksschulinspektor. 1994 wurde er zum Landesschulinspektor befördert.

## Politik
Rada war von 1982 bis 1995 Mitglied des Gemeinderates der Gemeinde Groß-Enzersdorf und war dort von 1985 bis 1995 Stadtrat. Ab 1996 war er Bezirksparteivorsitzender der SPÖ Gänserndorf. Er vertrat die SPÖ vom 7. November 1994 bis zum 27. Oktober 2008 im Nationalrat (XIX., XX., XXI., XXII. und XXIII. Gesetzgebungsperiode). Bei der Nationalratswahl 2008 trat er nicht mehr an.

## Auszeichnungen
- 2004: Großes Goldenes Ehrenzeichen für Verdienste um die Republik Österreich[2]